# 運命じゃない人
『運命じゃない人』（うんめいじゃないひと、英題：A Stranger of Mine）は、2005年公開の日本映画作品である。第14回PFFスカラシップ作品。内田けんじ監督作品。

## キャスト
- 宮田武：中村靖日[1]
- 桑田真紀：霧島れいか[1]
- 神田勇介：山中聡[1]
- 浅井志信：山下規介[1]
- 倉田あゆみ：板谷由夏[1]
- 梶徹也：眞島秀和[1]
- 丸尾誠二：近松仁[1]
- 藤本清：杉内貴[1]
- 山内茂：北野恒安[1]
- 高木拓哉：法福法彦[1]
- タクシー運転手：李鐘浩[1]
- レストラン店員：松澤仁晶[1]
- 質屋店員：古郡雅浩[1]
- 浮気調査依頼者：鬼界浩巳[1]
- 浅井組組員：山名吉孝[1]
- 相場仁志[1]
- 猪瀬祐一[1]
- 先崎洋二[1]

## 受賞
- 第48回ブルーリボン賞 スタッフ賞
- 第60回毎日映画コンクール
  - 助演男優賞（山下規介）
  - 助演女優賞（板谷由夏）
  - 脚本賞
- 第27回ヨコハマ映画祭
  - 新人監督賞
  - 審査員特別賞
- 第30回報知映画賞 最優秀監督賞
- 2005年度新藤兼人賞 優秀新人監督賞（銀賞）
- 2005年 第58回カンヌ国際映画祭 批評家週間　
  - フランス作家協会賞(脚本賞)
  - 最優秀ヤング批評家賞
  - 最優秀ドイツ批評家賞
  - 鉄道員賞(金のレール賞)

## 関連書籍
- 内田けんじ著 『運命じゃない人』 2005年7月 ぴあ ISBN 978-4-8356-1552-3

## 韓国版リメイク
- 『カップルズ 恋のから騒ぎ』 2011年制作（主演：キム・ジュヒョク、イ・シヨン）